# فاصله اولیه فریشه
فاصله اولیه فریشه (انگلیسی: Fréchet inception distance)
فاصله اولیه فریشه (FID) معیاری است که برای ارزیابی کیفیت تصاویر ایجاد شده توسط یک مدل تولیدی، مانند یک شبکه متخاصم مولد (GAN) استفاده می‌شود. بر خلاف معیار قدیمی تر امتیاز اولیه (IS)، که فقط توزیع تصاویر تولید شده را ارزیابی می کند، FID توزیع تصاویر تولید شده را با توزیع مجموعه ای از تصاویر واقعی ("حقیقت زمین") مقایسه می کند.
متریک FID در سال 2017 معرفی شد،  و از سال 2020 معیار استاندارد برای ارزیابی کیفیت مدل‌های مولد است. این معیار برای اندازه‌گیری کیفیت بسیاری از مدل‌های اخیر از جمله مدل وضوح بالا StyleGAN1  و شبکه های StyleGAN2   بوده است.